# کریستین هرش
کریستین هرش (انگلیسی: Kristin Hersh؛ زادهٔ ۷ اوت ۱۹۶۶) یک موسیقی‌دان اهل ایالات متحده آمریکا است. وی از سال ۱۹۸۱ میلادی تاکنون مشغول فعالیت بوده‌است.